# Niedern
Niedern ist eine Bauerschaft der Stadt Horstmar im Kreis Steinfurt im Nordwesten von Nordrhein-Westfalen bei Münster.

## Geografie und Verkehrsanbindung
Der Ort liegt östlich des Kernortes Horstmar. Die Landesstraße L 580 verläuft westlich und die L 550 östlich. Weiter östlich verläuft die B 54. 

## Kultur und Sehenswürdigkeiten
In der Liste der Baudenkmäler in Horstmar sind für Niedern zehn Baudenkmäler aufgeführt.